# Søren Alfred Jensen
Søren Alfred Jensen (Veerst, 1891. május 22. – USA, Colorado, Denver, 1978. május 16.) olimpiai ezüstérmes dán tornász.
Az 1912. évi nyári olimpiai játékokon indult tornában és a svéd rendszerű csapat összetettben ezüstérmes lett.
Klubcsapata a Skytterforeningernes Hold volt.